# Edo ni arawareta Kingu Kongu
Edo ni arawareta Kingu Kongu (江戸に現れたキングコング? lett. "King Kong apparve a Edo") è un film del 1938 (o del 1934) diretto da Soya Kumagai, andato perduto.
Era ambientato nella città medievale di Edo (l'antico nome di Tokyo). Nonostante il titolo alludesse a King Kong, nel film si trattava invece del nome di una scimmia.

## Trama
Una ragazza chiamata Chinami viene rapita da un misterioso individuo. Il padre della ragazza, Hyoue Toba, manda degli uomini a cercarla e offre una grande ricompensa a chiunque la ritrovi. Uno di loro, Magonojyō GO, è il responsabile del rapimento, e non partecipa alla spedizione. Egli ha un conto in sospeso con Hyoue perché aveva obbligato suo padre, Senbei, a falsificare del denaro, e quando egli rifiutò di farlo fu impriogionato e ucciso. Magonojyō vuole quindi ottenere vendetta, servendosi della scimmia addomesticata di suo padre, King Kong (più simile ad uno yeti), a cui aveva fatto rapire Chinami. Magonojyō mette Hyoue a spalle al muro, minacciando di ucciderlo con la scimmia King Kong. Hyoue gli offre del denaro in cambio della liberazione della figlia, per poi venire impriogionato dalla scimmia in una stanza segreta di Magonojyō. Successivamente King Kong uccide Hyoue, ma viene poi ucciso a sua volta dagli uomini dello stesso Hyoue. Mentre accade tutto ciò, Magonojyō, ottenuta giustizia, lascia la città con i soldi ricevuti.

## Produzione
Il film fu uno dei primi film giapponesi sui kaijū, avendo anticipato Godzilla di ben 16 anni (il primo dovrebbe essere Wasei Kingu Kongu del 1933). Venne prodotto dalla Zensho Kinema senza il permesso della americana RKO Radio Pictures, che possedeva i diritti sul personaggio di King Kong.
Per questo film Fuminori Ohashi, che contribuirà a creare il costume di Godzilla nel film del 1954, fece il costume di King Kong e curò gli effetti speciali. Probabilmente vennero usate parti del set de Il gabinetto del dottor Caligari.
Il film fu successivamente diviso in due parti, intitolate Henge no Maki e Ôgon no maki.
Non uscì mai dal Giappone e tutte le copie andarono perdute, probabilmente, durante i bombardamenti della seconda guerra mondiale.